# گلیم افشار بافت
دست بافت‌های بافت شباهت زیادی به جیرفت دارد اما متن مرکزی آن‌ها معمولاً به نوارهایی با نگاره‌های انتزاعی یا ترکی یا نوارهایی باریک با گل‌های کوچک تزیینی و پودهای معلق و چرخان تقسیم می‌شود.
طرح‌های پیچیده فراوانی چون لاله عباسی، ردیف‌هایی از نگاره‌های متصل بهم نگاره‌های ترکی و بلوچی و طرح‌های باستانی در آن دیده می‌شود.

## ویژگی‌های گلیم افشار بافت
طرح‌های باستانی به کار رفته چون صلیب شکسته در این دست بافته دیده می‌شود.
دارای گروهی از ترنج‌ها با اندازه‌های مختلف است یا طرحی لوزی شکل که تمام متن را فرا گرفته دارای تعداد زیادی حاشیه با عرض‌های گوناگون و طرح‌های هندسی پیچیدهٔ غیرمعمول که به طرف داخل امتداد دارد.
قسمت خارجی این حاشیه‌ها نیز بافتی یکدست و تک رنگ به چشم می‌خورد.

## طرح متن
طرح زمینه در این گلیم‌ها به صورت نوارهای پهن با نگاره‌های ترکی است.

## حاشیه
این گلیم‌ها دارای حاشیه باریک و هندسی است.

## اندازه وشکل
ابعاد این گلیم‌ها کوچک و به شکل مستطیل یا متوسط و مستطیلی هستند.

## مواد اولیه
مواد به کار رفته در این گلیم‌ها تارهای پنبه‌ای و پودهای پشمی است.

## روش بافت
روش بافت به کار رفته در این گلیم‌ها متصل جفت قلاب و پودهای چرخان است.

## رنگ‌های به کار رفته
رنگ‌های تیره و محدود،قرمز تیره و آبی در این گلیم‌ها به کار می‌رود.

## ریشه‌ها
دارای ریشه‌های متفاوتی هستند.

## شیرازه‌ها
با کمک ریسمان‌های اضافی با طرح مارپیچی تقویت شده‌است.

## وجه تسمیه
شهرستان بافت از قدیمی‌ترین و مهم‌ترین شهرهای استان کرمان است که در جنوب غربی کرمان قرار دارد. نام قدیم آن باخته بوده که بعدها به باخت تبدیل شد و امروزه بافت نامیده می‌شود.